# Amazoneura ephippigera
Amazoneura ephippigera – gatunek ważki z rodziny łątkowatych (Coenagrionidae). Występuje na terenie Ameryki Południowej – stwierdzony w północnym Ekwadorze (prowincja Sucumbíos), zachodniej Brazylii (stan Amazonas) i północnym Peru (region Loreto).